# Šindelná
Šindelná (1001 m n.p.m.) – szczyt w Beskidzie Morawsko-Śląskim, na Śląsku Cieszyńskim, w Czechach, w północno-wschodniej odnodze pasma Ropicy, ok. 10 km na południowy zachód od Trzyńca i 1 km od wyższego o 31 m Jaworowego.